# Maria (Auvergne)

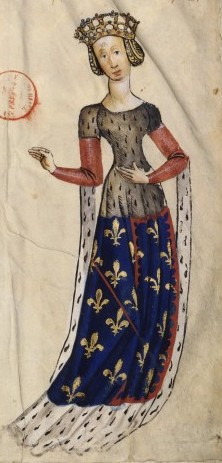
Maria von Berry (Darstellung aus dem 15. Jahrhundert)

Maria von Berry (französisch Marie de Berry, * wohl 1367; † Juni 1434 in Lyon) war ab 1370 Herzogin von Auvergne. Sie war eine Tochter des Herzogs Jean de Valois, duc de Berry (Haus Valois) und dessen Frau Jeanne d’Armagnac.
Am 29. März 1386 heiratete sie in Bourges Louis III. de Châtillon, der bereits 1391 starb.
Im Jahr darauf, am 27. Januar 1392 heiratete sie in Paris Philippe d’Artois, Graf von Eu und Connétable von Frankreich. Ihre Kinder aus dieser Ehe waren:
- Charles (* 1394; † 1472), Graf von Eu
- Philipp (* 1395; † 1397)
- Bona (* 1396; † 1425), ⚭ 1) Philipp von Burgund, Graf von Nevers und Rethel, 2) Philipp der Gute, Herzog von Burgund (beide Haus Burgund)
- Catherine (* 1397; † 1420), ⚭ Jean de Bourbon, seigneur de Carency

Nachdem sie am 16. Juni 1397 erneut Witwe geworden war, heiratete sie am 22. Juni 1400 in Paris Jean I., 1410 Herzog von Bourbon. Ihre Kinder aus dieser Ehe waren:
- Charles I. (* 1401; † 1456), Herzog von Bourbon
- Louis (* 1403; † 1412), Graf von Forez
- Louis I. (* 1406; † 1486), Graf von Montpensier